# Axiodes bipartita
Axiodes bipartita là một loài bướm đêm trong họ Geometridae.